# Jam Trax

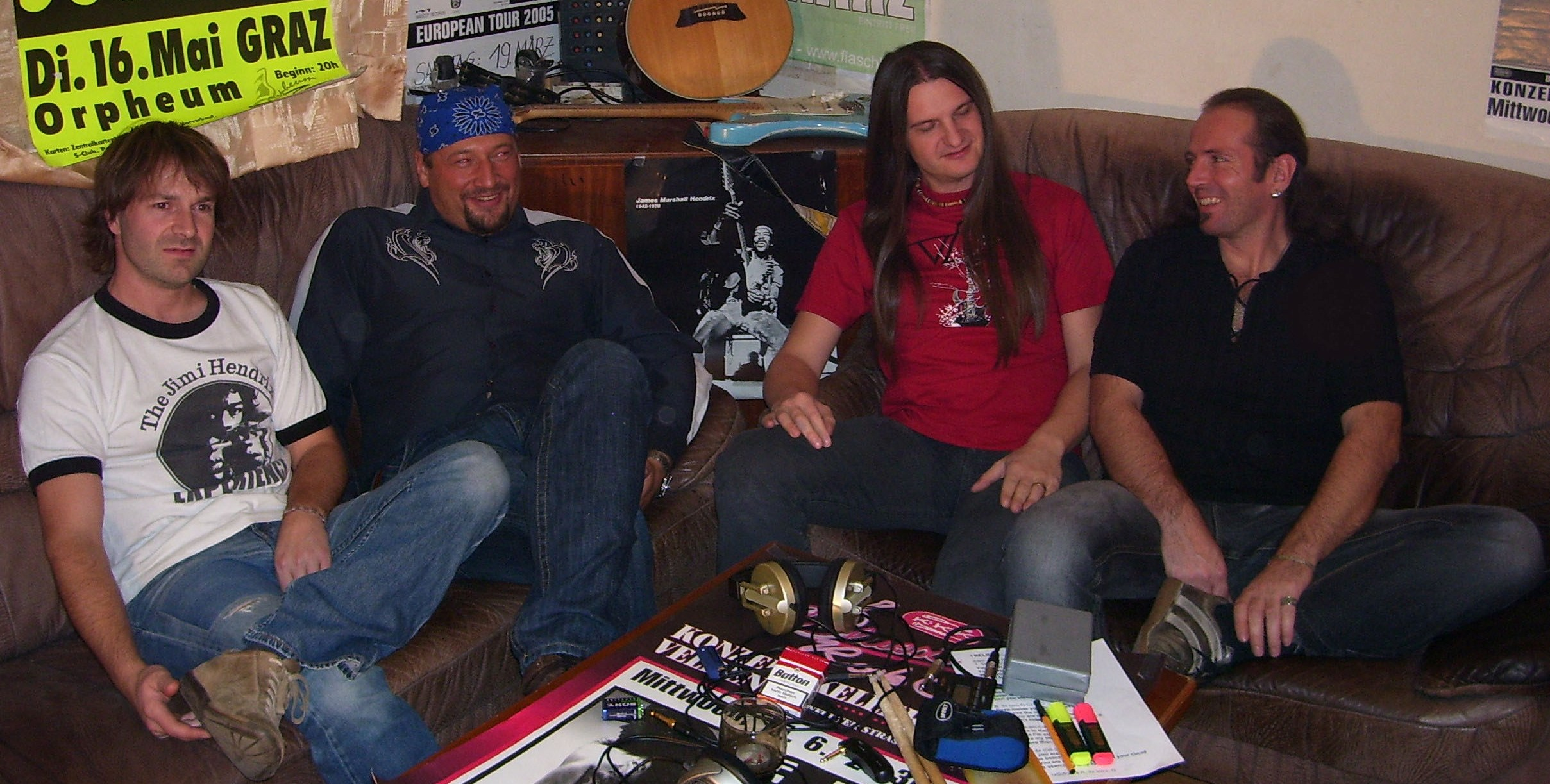
Jam Trax (since 1999)

Jam Trax ist eine Bluesrock-Band aus Kärnten in Österreich, die 1999 von fünf Rockmusikern gegründet wurde. 

## Geschichte
Die Band besteht bis 2019 aus den Gründungsmitgliedern. Gitarrist Christian Schranz verließ 2005 die Band, welche seither zu viert in der Besetzung Erhard Fian (Gesang, Akustische Gitarre), Sieghard Hatberger (E-Bass, Gesang), Achim Seebacher (E-Gitarre) und Thomas Prugger (Schlagzeug) spielt.
Thomas Prugger (Schlagzeug) verließ die Band nach dem 20-jährigen Jubiläumsjahr, kam aber im Sommer 2023 wieder zurück in die Band. In der Zwischenzeit war Christian Wascher die Vertretung am Schlagzeug der Band.
In den Anfangsjahren spielte die Band Hardrock-Coverversionen unter anderem auf Rockveranstaltungen und Treffen von Motorradclubs. 2001 wurde die CD No Need To Be Different mit Coverversionen aufgenommen.
2004 folgte das nächste Studiowerk Still Not Different, auf der ausschließlich Eigenkompositionen zu finden sind. Seit 2005 wandte sich die Band immer mehr dem Bluesrock zu und ersetzte die Coverversionen zunehmend durch Eigenkompositionen. Die Auftritte der Band fanden nun vermehrt in Musik-Clubs, Konzertkellern und auf Festivals wie dem Austro-Rock-Festival oder der Rockfete statt. Als die Band nach vielen Konzerten durch ganz Österreich von Veranstaltern entdeckt wurde, folgten Auftritte im Vorprogramm von Nazareth, The Animals oder T. Rex. Das dritte Studiowerk mit dem Titel Homesick entstand 2009. 
Das erste Unplugged-Konzert fand im Juni 2013 statt. 2016 nahmen Jam Trax bei der Blues Challenge in Bruck an der Leitha teil und gewannen bei der Jury und Publikumswertung. 2016 und 2017 folgen Konzerte beim Wienergassenblues Festival. Die Band spielte auch Konzerte in Kroatien und Italien.
2017 entstand dann das vierte Studiowerk mit dem Titel Trouble. Der erste Fernsehauftritt fand am 22. Juli 2018 beim ORF in die Brieflos Show mit Peter Rapp statt.

## Diskografie
- 2001: No Need To Be Different
- 2004: Still Not Different
- 2009: Homesick
- 2017: Trouble